# Firmine Richard
Firmine Richard (Pointe-à-Pitre, Guadeloupe, 1947. szeptember 25. –) francia színésznő. Számos sikeres filmben szerepelt. 2009 februárjában Firmine részt vett szülővárosában a karibi általános sztrájkban, amelyet a Párizsból várt támogatás növeléséért indítottak.

## Filmjei (kivonat)
- 1988 : Romuald és Juliette (Romuald et Juliette, rendező Coline Serreau
- 1989 : Nem zavarok tovább (Tolgo il disturbo), rendező Dino Risi
- 1994 : Élisa, rendező Jean Becker
- 1997 : Riches, belles, etc..., rendező Bunny Schpoliansky
- 1997 : Une journée de merde, rendező Miguel Courtois
- 1999 : Une pour toutes, rendező Claude Lelouch
- 2000 : Doktor Nagyfőnök (Le Grand Patron), tv-sorozat, rendezők Claudio Tonetti, Dominique Ladoge, Claude-Michel Rome, Eric Summer
- 2001 : Fils de Zup, rendező Gilles Romera
- 2001 : 8 nő (8 femmes), rendező François Ozon
- 2001 : Háromszoros visszavágó (3 zéros), rendező Fabien Onteniente
- 2003 : A szeretet erejével (Par amour), rendező Alain Tasma
- 2004 : Pédale dure, rendező Gabriel Aghion
- 2005 : Dans tes rêves, rendező Denis Thybaud
- 2005 : Bankapók a pácban (Les Parrains), rendező Frédéric Forestier
- 2006 : Vous êtes de la police ?, rendező Romuald Beugnon
- 2007 : Egyedül nem megy (Ensemble, c’est tout), rendező Claude Berri
- 2007 : A 401-es szoba titka (La disparue de Deauville), rendező Sophie Marceau
- 2007 : Big city, rendező Djamel Bensalah
- 2011 : A legszebb dolog (Un heureux événement), rendező Rémi Bezançon